# Буровая лебёдка

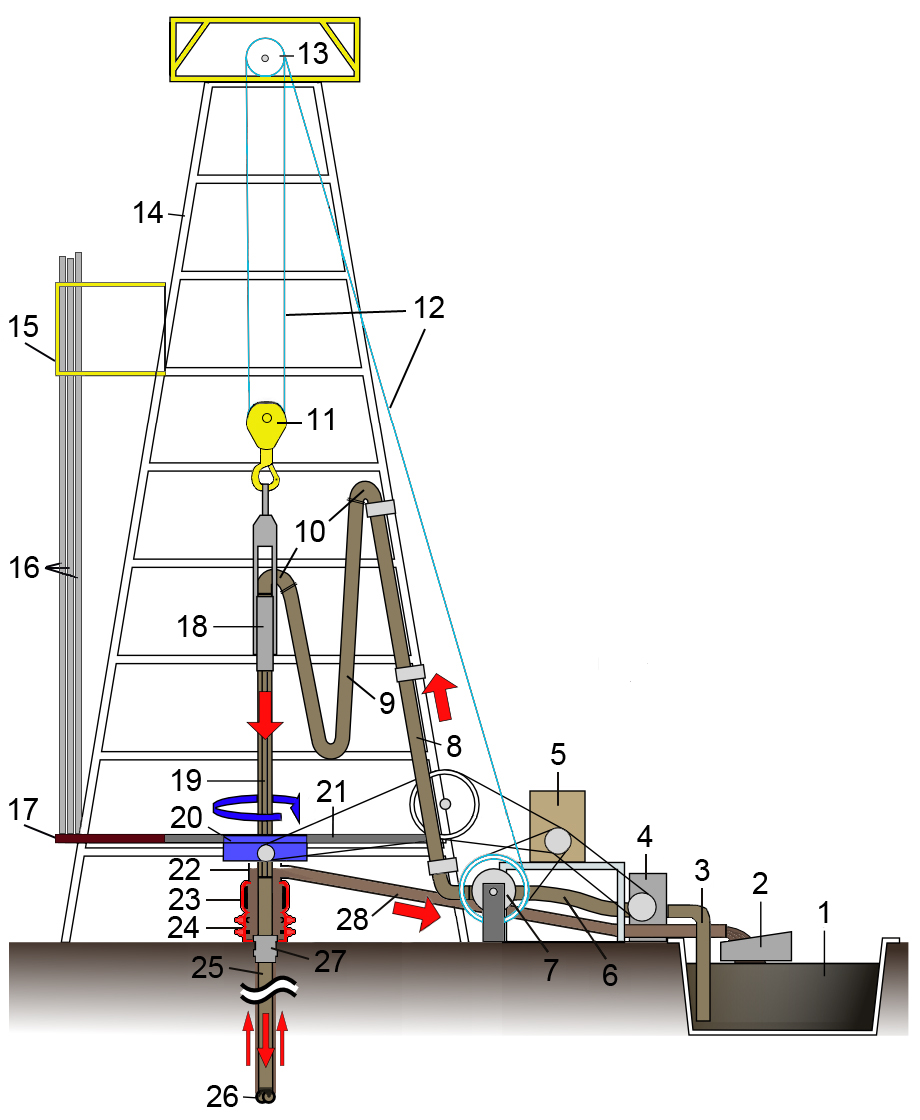
Схема буровой вышки. № 7 — буровая лебёдка

Буровая лебедка — основной механизм подъёмной системы буровой установки. Она предназначена для проведения следующих операций:
1. Спуска и подъёма бурильных и обсадных труб.
2. Удержания колонны труб на весу в процессе бурения или промывки скважины.
3. Приподъёма бурильной колонны и труб при наращивании.
4. Передачи вращения ротору; свинчивания и развинчивания труб.
5. Вспомогательных работ по подтаскиванию в буровую инструмента, оборудования, труб и др.
6. Подъёма собранной вышки в вертикальное положение[1].

## Устройство
Буровая лебедка состоит из сварной рамы, где установлены:
1. Подъёмный и трансмиссионный вал. На подъёмном валу устанавливается барабан, где закреплён и хранится талевый канат.
2. Мотор.
3. Коробка передач.
4. Кабельный барабан.
5. Тормозная система, состоящая из основного (ленточного) тормоза и вспомогательного (регулирующего) тормоза.
6. Пульт управления.

Отечественные буровые лебёдки можно разделить на два типа:
- Лебёдка со всеми компонентами монтируется на одной раме. Один главный вал лебёдки приводится в движение цепной трансмиссией от коробки передач.
- Лебёдка двухвальная или трёхвальная. Лебёдка и коробка передач совмещены в один узел. Этот тип лебёдок встречается редко.

## Принцип работы
Мотор лебёдки через коробку передач вращает подъёмный вал. Нагруженный крюк, закреплённый на одном из концов талевого каната, опускается под действием своего веса или веса труб и разматывает канат, находящийся в барабане. Барабан лебёдки может вращаться с разными скоростями:
- Скорость технологическая — крюк движется со скоростью 0,15—0,25 м/с или меньше — используется при подъёме буровых колонн большого веса во время технологических операций (аварийные работы в скважине).
- Скорость техническая — крюк движется со скоростью 0,5—1,8 м/с — используется в обычной эксплуатации, для подъёма буровых колонн.

Более высокие скорости сильно ухудшают условия эксплуатации талевого каната и выигрыша, в конечном счёте, не дают.
Наибольшая скорость спуска буровых колонн — 3 м/с, наименьшая — 0,2 м/с (обсадные колонны).